# Trinquete de Gros (San Sebastián)
El Trinquete de Gros en San Sebastián (España) es el más antiguo de los que quedan en pie en la comunidad autónoma del País Vasco, pues se documenta en 1884. A este lado del Bidasoa, tan solo puede compararse en antigüedad el de Elizondo en Navarra, aunque posterior, de 1894.
Se ubica en el interior de una manzana, formando parte de una edificación de programa complejo: comprende la propia cancha, viviendas y lonjas. Igualmente compleja es la resolución de estos usos tan dispares: las lonjas ocupan la planta baja en toda su extensión; sobre éstas se ubican, en una estrecha crujía exterior (aproximadamente 7,50 m de fondo a la c/ Nueva, y 9 m a la c/ Iparragirre) las tres plantas dedicadas a viviendas; y al interior, totalmente oculto por aquellas, el Trinquete propiamente dicho, cuya cancha se sitúa a la altura de planta primera, sobre las lonjas. Se accede al trinquete desde la calle Nueva, a través de lo que aparentemente iba a ser una de las lonjas de esa planta baja. A la vista de las estructuras que se conservan, parece que dentro de este programa complejo llegaban a confundirse los límites de cada uso, y que debían utilizarse incluso las escaleras de vecinos para dar acceso a los espectadores, a falta de otros elementos de comunicación vertical que actualmente no se han podido apreciar. Existen puertas que conectan la escalera del n.º 16 de la c/ Nueva con los tres niveles: el de pie de cancha o tejadillo, y los dos balcones corridos superiores.
El trinquete propiamente dicho ocupa una planta de aproximadamente 9 m de ancho (8 m de frontis, más los muros de cierre), y de unos 37 m de largo. Se cierra este espacio por una cubierta a dos aguas, con la cumbrera en sentido longitudinal, realizada a base de cerchas mixtas de madera y tirantes de hierro. Este espacio tiene aproximadamente 12 m de altura libre hasta la base de las cerchas de cubierta. Queda iluminado cenitalmente al disponer de un amplio lucero longitudinal de aproximadamente 6 x 26 m. El frontis se ubica en su extremo W, conservándose el paño de sillares del mismo. Permanecen asimismo dos pisos de balcones corridos para los espectadores, de estructura de madera basada en ménsulas con tornapuntas, todo ello oculto. El tejadillo se disponía en el lado derecho, contrariamente a lo acostumbrado de un tiempo aquí, lo que da muestra de su antigüedad. Queda asimismo la huella de un fraile cónico, que demostraría la utilización de la instalación para el juego directo. Sin embargo, el fraile está apoyado en un frontis con chapa baja, lo cual delata su empleo para el juego del ble.
A principios del siglo XX se realizó un forjado de estructura mixta madera-hierro que divide el espacio en dos pisos, para su utilización como taller, y que impide desde entonces la práctica del juego de pelota. Como último uso conocido, ha albergado una cervecería y restaurante, por lo que ha sido habilitado para el uso hostelero.